# براق يتير
براق يتير (burak yeter)  هو دي جي ومنتج ومنسق موسيقي (بالإنجليزية: remixer)‏ تركي من مواليد 5 مايو 1982 بمدينة طرابزون التركية، أفضل مايعرف به أغنية «الثلاثاء» (بالإنجليزية: Tuesday)‏ التي إحتلت المرتبة الأولي في عدد من البلدان منها روسيا وبولندا وأكرانيا وألمانيا.

## نشأته
بدأ اهتمام براق بالموسيقى يظهر منذ نعومة أضافيره بتعلم العزف علي البيانو في سن الخمسة سنوات وأكمل تعلم الغيتار في عمر الثمانية أعوام.أنهي تعليمه العالي في تركيا بنيله لشهادة الجامعية في اختصاص الهندسة المدنية من جامعة البحر الأبيض المتوسط (بالتركية: akdeniz universitite)‏ .إتجه فيما بعد إلي المملكة المتحدة تحديدا إلي لندن حيث نال هناك شهادة الماجيستير في اختصاص الهندسة الصوتية .

## مسيرته الموسيقية
بعمر 22 عاما شارك في منافسات خاصة بالدي جي ترعاها قناة MTV dance فاز بالمركز الأول وكنتيجة لذالك أقام حفلا في مالطا بإشراف القناة سنة 2004 .جاء في المركز الثاني في مسابقة ميلير (بالإنجليزية: millier)‏ للأساتذة ما أكسبه الاحترام من قبل النقاد والمتتبعين في عالم الموسيقي رقص الإلكترونية .و قع فيما بعد عقدا مع شركة (بالإنجليزية: pionner)‏ ، في عام 2008 قام بافتتاح سلسلة من مدارس الدي جي في كل من أمستردام و لوس أنجلوس وإسطنبول وتقدم دروس رسمية في تعليم العزف.أطلق في أغسطس 2016 أغنية «الثلاثاء» التي تعتبر أحد أفضل أعماله في مجال الموسيقى، تصدرت الأغنية ترتيب أحسن عشرة أغاني في أكثر من 13 دولة منها فرنسا وألمانيا وروسيا.

## روابط خارجية
- براق يتير على موقع IMDb (الإنجليزية)
- براق يتير على موقع ميوزك برينز (الإنجليزية)
- براق يتير على موقع أول ميوزيك (الإنجليزية)
- براق يتير على موقع ديسكوغز (الإنجليزية)